# Saint-Herblain
Saint-Herblain is een gemeente in het Franse departement Loire-Atlantique (regio Pays de la Loire). De gemeente telde 50.561 inwoners op 1 januari 2022. De plaats maakt deel uit van het arrondissement Nantes en van het gemeentelijk samenwerkingsverband Nantes Métropole.
Tot in de jaren 1950 was Saint-Herblain een landelijke gemeente die bestond uit het dorp Saint-Herblain en vele kleine gehuchten. In de jaren 1960 en 1970 volgde een snelle verstedelijking en groeide Saint-Herblain uit tot de voorstad met de meeste inwoners van de stedelijke agglomeratie van Nantes.
De gemeente telt hoogbouwwijken zoals Bellevue en Sillon de Bretagne, industrie, het bedrijvenpark Parc Ar Mor, administratieve diensten, ziekenhuizen en twee commerciële centra.

## Geografie
De oppervlakte van Saint-Herblain bedroeg op 1 januari 2022 30,02 vierkante kilometer; de bevolkingsdichtheid was toen 1.684,2 inwoners per km².
De gemeente ligt op de rechteroever van de Loire, ten westen van Nantes.
De onderstaande kaart toont de ligging van Saint-Herblain met de belangrijkste infrastructuur en aangrenzende gemeenten.

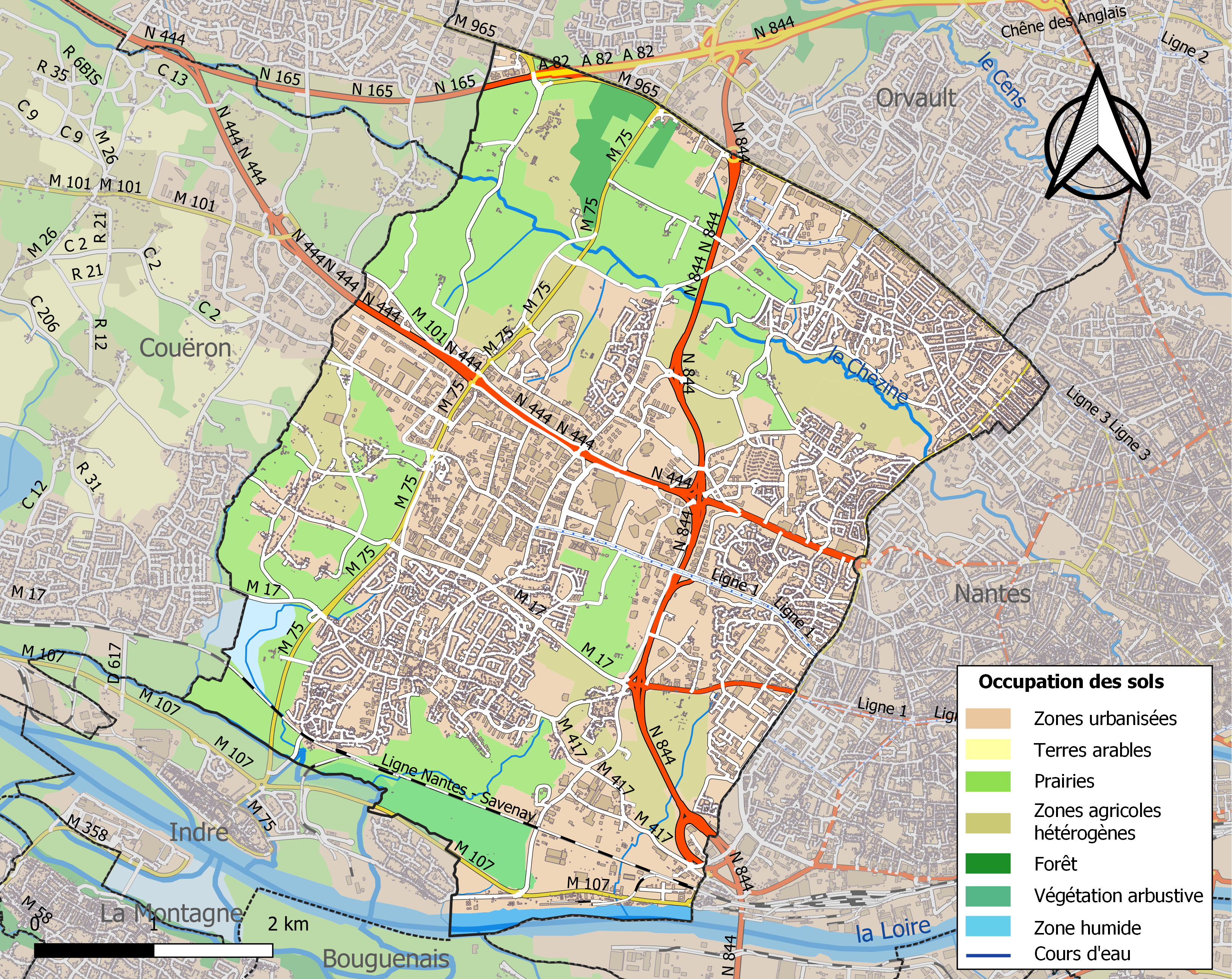

## Demografie
Onderstaande figuur toont het verloop van het inwonertal (bron: INSEE-tellingen).